# Sandvik

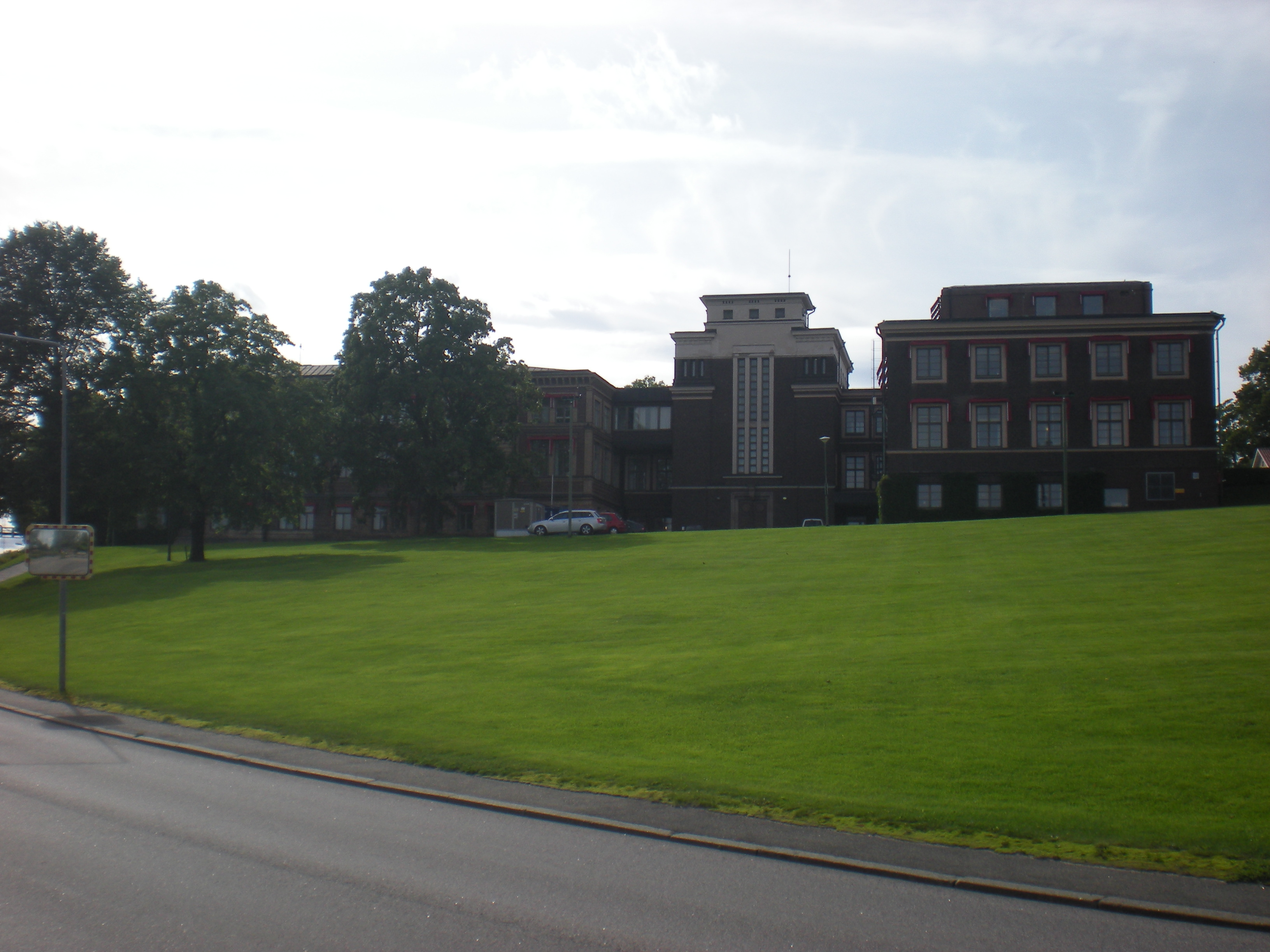

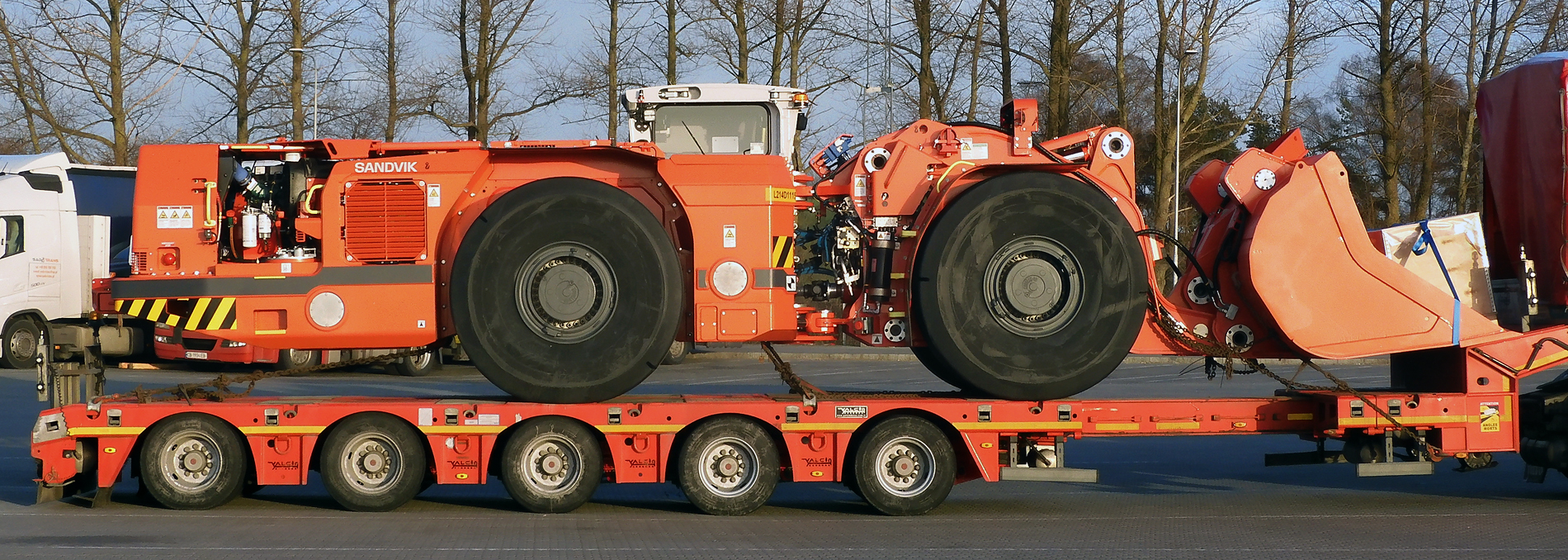
Sandvik LH 514.

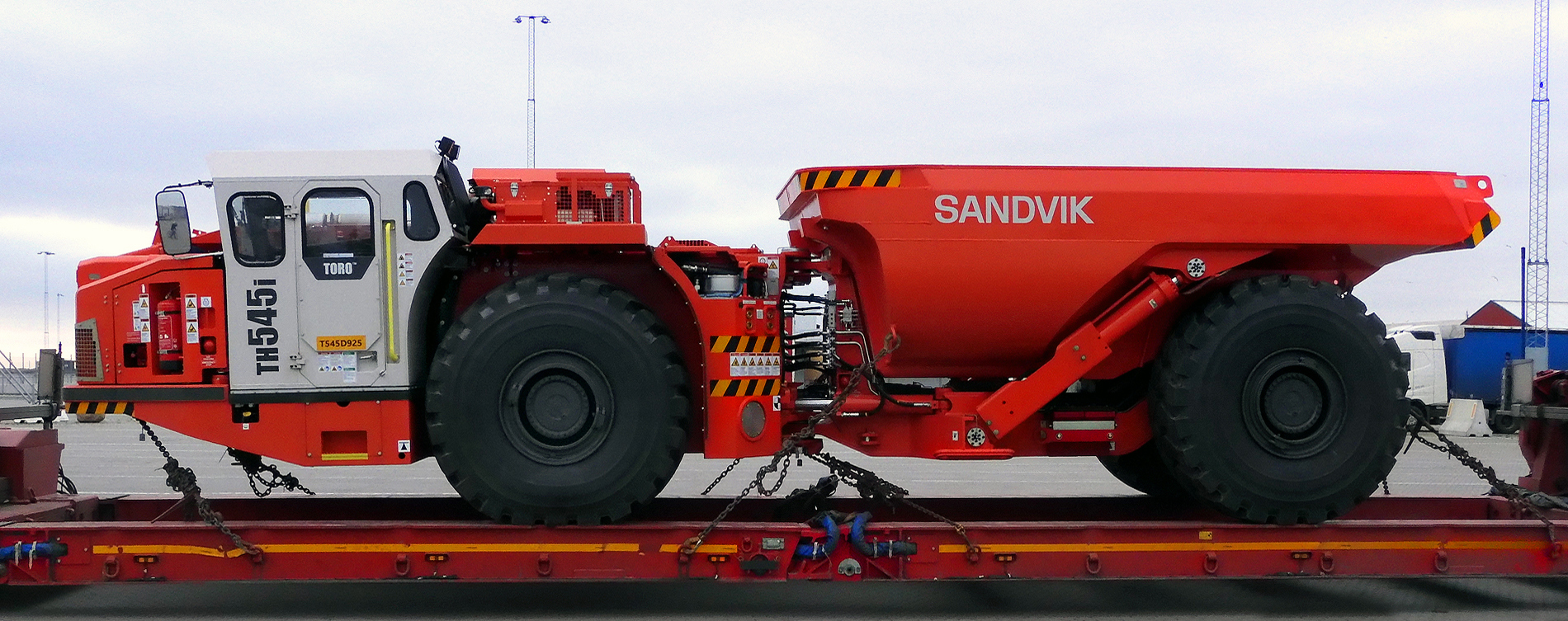
Sandvik TH 545i.

Sandvik é uma companhia Sueca fundada em 1862 por Goran Fredrik Goransson em Sandviken (condado Sueco). É um grupo baseado em engenharia de alta tecnologia e líder mundial em ferramentas, tecnologia de materiais, mineração e construção. Tem cerca de 42 mil empregados em 130 países, com vendas anuais de aproximadamente 86 bilhões de coroas suecas.
Em 2022, a empresa comprou a Frezite, sediada na Trofa.

## Maiores mercados da Sandvik
- Estados Unidos
- Austrália
- Alemanha
- China
- África do Sul
- Suécia
- Itália
- França
- Brasil
- Grã-Bretanha

## História
A Sandvik foi fundada em 1862 por Göran Fredrik Göransson na cidade de Sandviken, Suécia. Seu fundador foi um pioneiro na aplicação do método Bessemer para a produção de aço em escala industrial, tornando o processo mais eficiente e resultando em um material de alta qualidade. Desde sua criação, a empresa teve como principal foco a exportação de aço, expandindo-se rapidamente para mercados internacionais, como Alemanha, Reino Unido e Rússia. Esse crescimento acelerado consolidou sua posição no setor siderúrgico. 
Em 1876, a Sandvik apresentou seus produtos na Exposição Internacional do Centenário, na Filadélfia, e no ano seguinte iniciou oficialmente suas operações nos Estados Unidos.
Em 1901, a Sandvikens Jernverk foi listada na Bolsa de Valores de Estocolmo. A partir desse momento, a empresa iniciou um processo de diversificação de sua produção, expandindo suas atividades para a fabricação de tubos sem costura e aço inoxidável. Essa evolução marcou sua entrada no mercado de ferramentas de corte e perfuração de rochas.
Na década de 1980, a empresa enfrentou desafios financeiros, o que exigiu uma reestruturação interna para garantir sua continuidade e estabilidade. Em 1997, a Sandvik adquiriu a participação majoritária na Kanthal AB, expandindo sua atuação para o mercado de resistência elétrica metálica e materiais cerâmicos de alta temperatura. No mesmo ano, poucos meses depois, a empresa concluiu a aquisição da totalidade das ações da Tamrock, uma companhia finlandesa especializada em equipamentos para mineração.
Nos anos 2000, a Sandvik manteve seu compromisso com a inovação. Durante esse período, a empresa começou a testar sistemas como o AutoMine, uma tecnologia avançada voltada para a automação de equipamentos, representando um grande avanço para a indústria siderúrgica. Em 2022, a Sandvik adquiriu a Deswik, uma empresa australiana especializada no desenvolvimento de softwares para planejamento de minas. Ainda no mesmo ano, a divisão de negócios Sandvik Materials Technology foi desmembrada e tornou-se uma empresa independente sob o nome Alleima, atualmente listada na Nasdaq de Estocolmo.

No ano seguinte, em 2023, a Sandvik anunciou a aquisição da Postability, uma empresa canadense de desenvolvimento de software, sediada na cidade de Cambridge, na província de Ontário.